# Erzbergrodeo 2009
Erzbergrodeo 2009 − zawody motocykli enduro, które odbyły się w dniach 11 czerwca - 14 czerwca 2009 w kamieniołomie niedaleko austriackiej wioski Eisenerz (Styria). W finałowym wyścigu Top500 - Red Bull Hare Scramble po raz trzeci z rzędu zwyciężył Tadeusz Błażusiak z zespołu KTM.

## Rezultaty zawodów
| Lp. | Zawodnik              | Team    | Czas          |
| --- | --------------------- | ------- | ------------- |
| 1   | Tadeusz Błażusiak     | KTM     | 1:41.46 godz. |
| 2   | Graham Jarvis         | Sherco  | 2:22.05       |
| 3   | Andreas Lettenbichler | BMW     | 2:25.17       |
| 4   | Ben Hemingway         | Gas Gas | 3:27.48       |
| 5   | Cory Graffunder       | KTM     | 3:37.50       |
| 6   | Rory Mead             | Yamaha  | 3:38.02       |